# Anderson híd
Az Anderson híd Szingapúr egyik közúti átkelője a Szingapúr-folyó felett.

## Története
A híd története 1901-ig nyúlik vissza, amikor a Szingapúr-folyó Bizottság elhatározta egy átkelő építését az Empress Place és a Collyer Quay összekötésére. A híd építését az tett szükségessé, hogy a Cavenagh híd egyre nehezebben birkózott meg a növekvő jármű- és gyalogosforgalommal. 1904-ben megszületett a hivatalos döntés az átkelő megépítéséről a Szingapúr-folyó torkolatánál.
A hidat Robert Pierce és munkatársa, D. M. Martin tervezte. Az átkelő három acélívből és az azokat erősítő rácsszerkezetből áll. Az építkezés 1908-ban kezdődött. A híd szerkezetét a Howarth Erskine Ltd, a hídfőt a The Westminster Construction Company Ltd készítette. Az acélmunka az Egyesült Királyságban készült, az elemeket onnan hajóval szállították Szingapúrba. A hídon található gránittábla anyaga az egyiptomi Asszuánból érkezett. Az eredeti tervek szerint bronzból öntött oroszlánok díszítették volna a hidat, de ezeket takarékossági okok miatt elhagyták. Az építkezés 450 ezer helyi dollárba került, finanszírozója a város és a gyarmati kormányzat volt. Háromezer fontot adott a szingapúri villamostársaság sínfektetésre.
A hidat 1910. március 12-én névadója, John Anderson, a Malaka-szorosban található gyarmatok kormányzója nyitotta meg a forgalom előtt. Az Anderson hidat 1987-ben felújították.

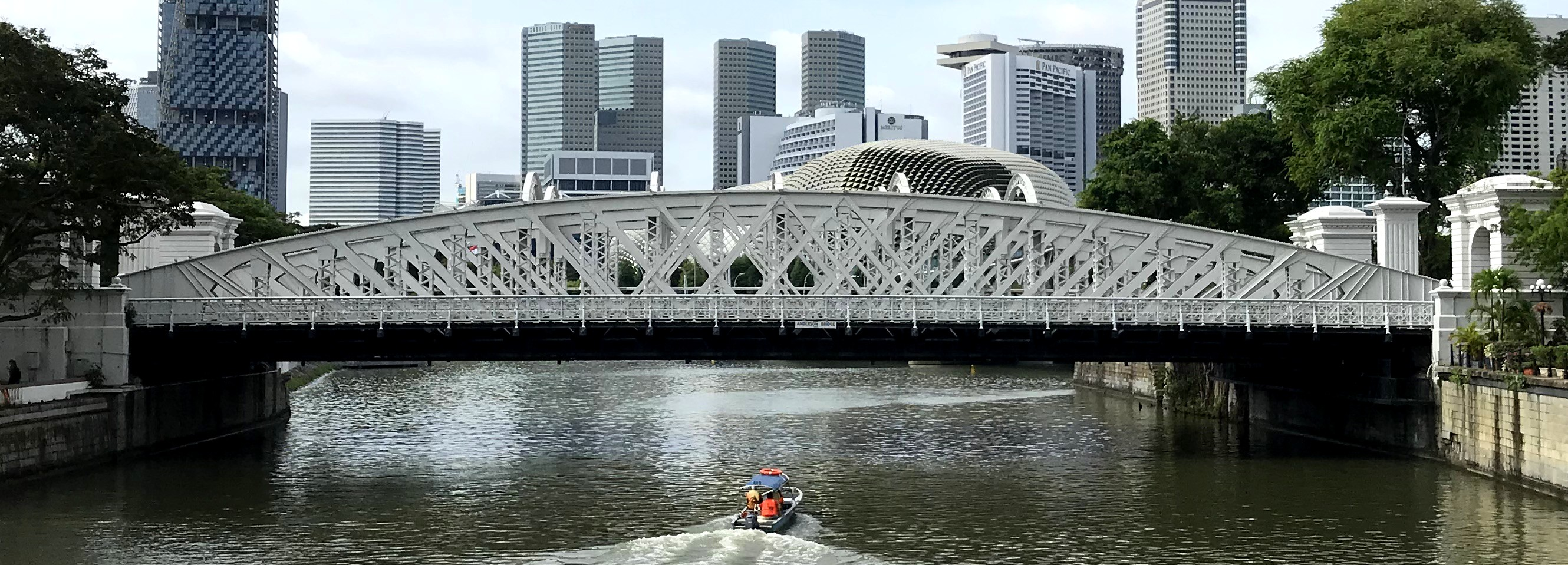
Az Anderson híd a Cavenagh hídról nézve